# Pseudobunaea bruneli
Pseudobunaea bruneli är en fjärilsart som beskrevs av Pierre Claude Rougeot. Pseudobunaea bruneli ingår i släktet Pseudobunaea och familjen påfågelsspinnare. Inga underarter finns listade i Catalogue of Life.